# Захи Хауас
Захи Хауас (на арабски: زاهى حواس Dr. Zahi Hawass) е египетски историк и археолог, който е сред най-известните египтолози в света.
Придобива известност с появата си в много телевизионни документални филми, посветени на ранната египетска цивилизация.
До юли 2011 г. е главен секретар на египетския Върховен съвет по старините. Преди това е бил директор на комплекса в Гиза и е работил по археологически разкопки по делтата на р. Нил, в Либийската пустиня и по горното течение на река Нил.
Нов Български Университет удостоява д-р Захи Хауас със званието „доктор хонорис кауза“ на 8 февруари 2016 г. Tой съдейства за установяването на археологическата мисия на НБУ в Египет, която (януари-февруари 2016 г.) е в пета година на археологически разкопки в гр. Луксор. Единствената българска археологическа мисия извън границите на България в последните години е Първата българска археологическа мисия в Египет на „Българският институт по египтология“ (БИЕ), основан през 2006 г. от проф. Сергей Игнатов. 